# Terceiro Distrito Militar

Mapa dos cinco distritos militares da Reconstrução
Primeiro Distrito Militar
Segundo Distrito Militar
Terceiro Distrito Militar
Quarto Distrito Militar
Quinto Distrito Militar

O Terceiro Distrito Militar (em inglês:  Third Military District) do Exército dos EUA foi uma das cinco unidades administrativas temporárias do Departamento de Guerra dos EUA que existiam no Sul dos Estados Unidos. O distrito foi estipulado pelos Atos de Reconstrução durante o período de Reconstrução após a Guerra Civil Americana. Ele compreendia Geórgia, Flórida e Alabama e tinha sede em Atlanta.
O distrito foi originalmente comandado pelo general John Pope até sua remoção pelo presidente Andrew Johnson em 28 de dezembro de 1867, quando o general George Gordon Meade assumiu seu lugar. Meade serviu no local atual de Fort McPherson até agosto de 1868, depois que Alabama e Flórida foram readmitidos nos Estados Unidos.
Por causa da expulsão dos negros da legislatura da Geórgia, um novo e último comandante militar foi nomeado em 22 de dezembro de 1869, o general Alfred Terry. Em janeiro, ele devolveu os legisladores e expulsou 29 democratas. Em fevereiro, a 14ª Emenda foi ratificada pela Geórgia e em julho foi readmitida na União.